# A sötétség gyermekei
A sötétség gyermekei (eredeti cím: Lords of Chaos) 2018-as angol-amerikai horror-thriller, melyet Jonas Åkerlund rendezett, valamint Dennis Magnusson és Åkerlund írt. A főszereplők Rory Culkin, Emory Cohen, Jack Kilmer és Sky Ferreira. A film az 1998-as azonos című könyv adaptációja, amely az 1990-es évek eleji történetet meséli el a norvég Mayhem nevezetű Black metal zenekarról, melynek társalapítója Euronymous.
A film világpremierje a 2018-as Sundance Filmfesztiválon volt, az Amerikai Egyesült Államokban 2019. február 8-án adta ki a Gunpowder & Sky, az Egyesült Királyságban pedig 2019. március 29-én az Arrow Films. Magyarországon 2019. május 2-án mutatta be a Pannonia Entertainment.
A film általánosságban pozitív értékeléseket kapott a kritikusoktól, viszont polarizáló fogadtatásban részesült a metal közösség szemében.

## Cselekmény
1987-ben, Euronymous fiatal gitáros létrehozza a Mayhem nevű black metal bandát társaival, Necrobutcher basszusgitárossal és Manheim dobossal. A műfaj első az országukban, Norvégiában. Hamarosan Manheim személyes okokból otthagyja a bandát, így kénytelenek Hellhammer-t felvenni helyette. Svédországból új énekest is felvesznek, aki önpusztító magatartást tanúsít, Dead névre hallgat. Metalion barátjuk által forgatott show-n a zenekar találkozik egy Kristian nevű rajongóval, akit Euronymous kezdetben lenéz.
Míg egyedül tartózkodik otthon, Dead öngyilkossági jegyzetet hagyva maga után, a saját késével felvágja az ereit és elvágja a torkát, majd Euronymous sörétes puskájával homlokon lövi magát. Euronymous hazaérve megtalálja a holttestet, de ahelyett, hogy a rendőrséget hívná, lefényképezi halott barátját, a kést és a puskát pedig elmozdítja. Miután Dead holttestét a hullaházba szállítják, Euronymous nyakláncokat ad a többi bandatagnak, amelyek állítása szerint Dead koponyájának darabjai; ez elundorítja Necrobutchert, ami a banda elhagyására készteti.
Ezek után Euronymous felveszi Kristian-t aki Varg művésznéven jétszik és a Burzum egyszemélyes projekt énekese. Varg és társai több fatemplomot is felgyújtanak, előttük döglött állatokat hagyva. Később a Mayhem egy tagja megöl egy homoszexuálist. Varg egy interjúban lebuktatja magukat és másnap őrizetbe veszik őket.
Amikor Kristian kijut az őrizetből egy félreértés miatt többször leszúrja Euronymous-t egy késsel aki ebbe belehal. A film végén Varg börtönbe kerül.

## Szereplők
| Szerep                         | Színész                      | Magyar hang    |
| ------------------------------ | ---------------------------- | -------------- |
| Øystein "Euronymous" Aarseth   | Rory Culkin                  | Dér Zsolt      |
| Kristian "Varg" Vikernes       | Emory Cohen                  | Ember Márk     |
| Per Yngve "Dead" Ohlin         | Jack Kilmer                  | Hajdu Tibor    |
| Jan Axel "Hellhammer" Blomberg | Anthony De La Torre          | Miller Dávid   |
| Ann-Marit                      | Sky Ferreira                 | Kókai Tünde    |
| Bård Guldvik "Faust" Eithun    | Valter Skarsgård             | Gacsal Ádám    |
| Jon "Metalion" Kristiansen     | Sam Coleman                  |                |
| Jørn "Necrobutcher" Stubberud  | Jonathan Barnwel             |                |
| Snorre “Blackthorne” Ruch      | Wilson Gonzalez Ochsenknecht |                |
| Stian "Occultus" Johannsen     | Lucian Charles Collier       |                |
| Norvég hírszolgáltató          | Anette Martinsen             |                |
| Gylve "Fenriz" Nagell          | Andrew Lavelle               |                |
| Kjetil Manheim                 | James Edwin                  |                |
| Csihar Attila                  | Arion Csihar                 |                |
| Önmaga                         | Jason Arnopp                 | Bodrogi Attila |

További magyar hangok: Tasnádi Bence, Szántó Balázs, Vilmányi Benett, Takács Tibor, Böröndi Bence, Törköly Levente, Gáspár András, Lengyel Benjámin, Németh Gábor, Petridisz Hrisztosz , Csuha Lajos